# Elena Chiriță
Elena Chiriță (n. 30 noiembrie 1917, Suseni, Dâmbovița, România – d. 8 martie 1945, Arad, România) a fost o infirmieră română, care s-a înrolat ca voluntar militar și a fost ucisă în luptele din cel de-Al Doilea Război Mondial.

## Biografie

### Primii ani
S-a născut în satul Suseni din comuna Bogați (județul Argeș), fiind fiica cea mai mică a lui Ștefan Chiriță, un țăran sărac cu o familie numeroasă formată din șase copii. A urmat patru clase primare, după care, la vârsta de 12 ani, a plecat să muncească la Târgoviște. A lucrat o perioadă ca ucenică la un atelier de croitorie, încercând să învețe meserie, dar stăpâna atelierului a folosit-o mai mult ca slugă.

### Infirmieră sanitară
S-a angajat în 1941 ca femeie de serviciu la Spitalul Militar din Târgoviște, fiind transferată în 1943 la Spitalul de Zonă Interioară nr. 303 București, unde a absolvit un curs pentru infirmiere organizat de Crucea Roșie. Spitalul a fost dislocat în primăvara anului 1944 în localitatea arădeană Lipova, iar infirmiera Elena Chiriță a dovedit abnegație în îngrijirea răniților în luptele purtate în lunile august și septembrie 1944 în defileul Mureșului, la Păuliș și la Cladova.
Dorind să fie cât mai aproape de soldații răniți pentru a încerca să-i vindece, Elena Chiriță a părăsit spitalul în 17 septembrie 1944 și a plecat voluntar ca sanitară în sectorul Batalionului 1 al Regimentului 96 Infanterie, lăsând o scrisoare medicului șef în care scria: „Am plecat pe front. Este nevoie aici de mine, dar e nevoie de cineva și acolo. Soldat Elena Chiriță”. În acea zonă aveau loc lupte grele, astfel că i-a pansat pe ostașii răniți și i-a trimis către punctele sanitare adecvate pe militarii cu răni grave. Pentru abnegația dovedită ca sanitară pe front a fost înaintată la gradul de caporal și decorată cu medalia Meritul sanitar clasa a II-a.

### Voluntară pe front
A trecut repede de la îngrijirea bolnavilor la armă luptând cot la cot cu soldații români. A trimis un memoriu la sfârșitul lunii septembrie 1944 către comandantul Armatei 1 române, generalul de corp de armată Nicolae Macici, cerând să i se aprobe „să fie înrolată într-o unitate de pe front, echipată și înarmată la fel cu camarazii care își fac acolo datoria”; cererea sa a fost respinsă, însă, deoarece Elena Chiriță a insistat să fie înrolată ca militar combatant, a fost aprobată în cele din urmă. Potrivit ordinului, infirmiera sanitară Elena Chiriță a fost repartizată ca voluntară la ambulanța Diviziei 19 infanterie. A ajuns acolo în noaptea de 11/12 octombrie 1944, după un drum greu efectuat cu camioanele sau căruțele care cărau materiale către front.
S-a prezentat în 12 octombrie 1944 la Batalionul 1 al Regimentului 96 Infanterie, care se afla în acel moment în zona orașului Mindszent din Ungaria, și a participat alături de militarii din această subunitate la luptele din zonele Tiszaalpár, Tápióság, Dány și Cegléd (aflate la sud și est de Budapesta). În luptele purtate la nord de Cegléd, după spusele colonelului Ion Cojocaru, comandantul Regimentului 96 infanterie, Elena Chiriță s-a repezit cu grenada în mână în fața tancurilor germane, strigând „Înainte, ostași!”. „Încă nu s-a născut glonțul care să mă lovească”, le spunea adesea soldaților. Căpitanul Ion Dăscălescu, care a întâlnit-o la Isaszeg, o descria ca fiind „mică de statură, brunetă, cu ochii vii, cu părul în cozi bogate lăsat pe spate”; a întrebat-o de unde are atât curaj să lupte cu inamicul, iar Elena Chiriță i-a răspuns: „Când merg să lupt, domnule căpitan, prind un mare curaj, sunt în stare de orice”. Ca o recunoaștere a modului exemplar în care s-a comportat pe câmpul de luptă a fost avansată în 30 noiembrie 1944 la gradul de sergent.

### Rănirea și decesul
A înaintat alături de Batalionul 1 al Regimentului 94 Infanterie către Budapesta, iar în 1 ianuarie 1945 a participat la respingerea unui contraatac inamic în zona Forrásmajori din periferia estică a Pestei. Compania condusă de căpitanul Camil Popescu lupta pe străzile orașului pentru ocuparea unui grup de case situat între pârâul Rákos și strada Keresztür, în apropiere de linia de cale ferată Rákosfalva - Köbánya, sub focul artileriei inamice. Trupele române s-au apropiat treptat de grupul de case, în timp ce tirul artileriei române era tot mai lung, declanșând asaltul. Elena Chiriță s-a aflat în prima linie, năpustindu-se împotriva inamicului cu strigătul „La asalt înainte!”.
La scurt timp un proiectil de brand a explodat la câțiva pași de ea, trântind-o la pământ și rănind-o grav la ambele picioare. A fost pansată sumar de căpitanul Sîrbu și de sergentul major Emil Popa, dintr-o companie de pionieri, iar brancardierii subunității au evacuat-o la ambulanța diviziei, de unde a fost transportată urgent la Spitalul Militar din Arad. Personalul medical al spitalului a depus eforturi să-i salveze viața, curățindu-i rănile și făcându-i transfuzie de sânge, dar, în ciuda acestora, Elena Chiriță a murit la Arad în 8 martie 1945, după două luni de suferință, și a fost înmormântată în Cimitirul Eroilor de la Radna, lângă ceilalți eroi ai Detașamentului Păuliș. Pe lespedea de piatră de pe mormântul ei se află următoarea inscripție: „Sergent Elena Șt. Chiriță, căzută pentru patrie în lupta pentru eliberarea Budapestei”.

## Decorații
Ca recunoaștere a eroismului dovedit pe câmpul de luptă Elena Chiriță a fost distinsă cu următoarele decorații:
- medalia Meritul sanitar cl. I[7]
- medalia „Virtutea militară”, cl. a II-a (post-mortem)[7]

Ulterior, după război, i s-au mai conferit medalia „Virtutea ostășească” cl. I și Ordinul „Apărarea Patriei” cl. a III-a ale Republicii Socialiste România „pentru fapte de arme săvârșite împotriva Germaniei fasciste”.

## Cinstirea memoriei sale
Deoarece era o fată simplă de la țară și a luptat doar pe frontul antihitlerist, nu și pe frontul antisovietic, Elena Chiriță a fost o eroină convenabilă pentru istoriografia comunistă care i-a amplificat faptele de vitejie în studii istorice și militare elaborate în principal în anii 1950 și 1960.
Generalul maior (r) Alexandru Petrescu, fost comandant al Detașamentului Păuliș, a publicat după război, în 1967, o lucrare memorialistică intitulată Sergent Elena Chiriță.
„Dintre sutele de eroi ai acelor lupte, m-a impresionat într-un mod cu totul deosebit prezența unei tinere voluntare, pe nume Elena Chiriță. O fată, cu arma în mână, în primele rânduri ale luptătorilor.”—general maior (r) Alexandru Petrescu
O stradă din municipiul Pitești se numește Strada Sergent Elena Chiriță, fiind denumită astfel în anii imediat următori războiului.
Prin Hotărârea Consiliului Local Bogați din mai 2010, la propunerea prof. Alexandru Zâmbroianu (consilier local), Școala cu clasele I-VIII din Suseni a primit numele „Elena Chiriță”.
Asociația Națională „Cultul Eroilor” - Filiala Argeș a realizat un film documentar intitulat „Elena Chiriță, eroina din Bogați”. Sculptorul Marius Butunoiu a turnat un bust în bronz al Elenei Chiriță care se află expus în Muzeul Militar din București.